# 李翠玲
李翠玲（1961年—），女，内蒙古呼和浩特人，中国体操运动员，运动健将，第二届全国十佳运动员，第六届全国人大代表。